# Jack Vance

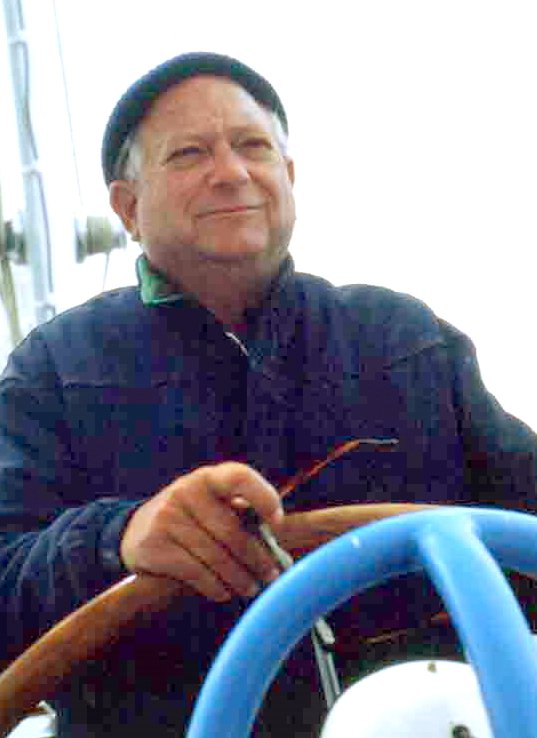
Jack Vance (Anfang der 1980er Jahre)

John Holbrook Vance (* 28. August 1916 in San Francisco, Kalifornien; † 26. Mai 2013 in Oakland, Kalifornien) war ein US-amerikanischer Schriftsteller. Unter dem Namen Jack Vance wurde ein großer Teil seines Werkes im Rahmen der Science-Fiction- und Fantasy-Literatur veröffentlicht. Ferner verwendete er seinen Eigennamen John Holbrook Vance und die Pseudonyme Peter Held, Alan Wade und John van See und schrieb drei Kriminalromane unter dem Namen Ellery Queen.

## Biografie

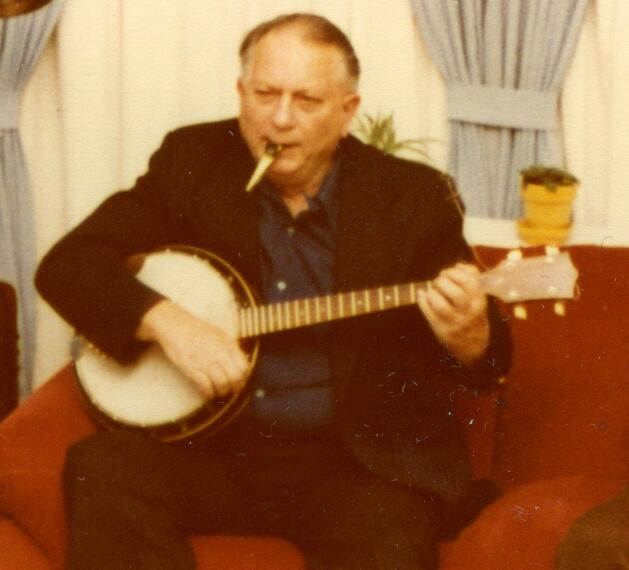
Jack Vance mit Banjo und Kazoo (1979)

Vance wuchs auf einer Farm im San Joaquin Valley auf. Er studierte an der University of California erst Bergbau und Physik, schließlich Journalismus. Während des Zweiten Weltkrieges stand er in Diensten der amerikanischen Handelsmarine und übte nach dem Krieg eine ganze Anzahl von Hilfsarbeiter- und Aushilfsjobs aus, bis er sich entschied, Schriftsteller zu werden. Mit seinen Freunden und Kollegen Frank Herbert und Poul Anderson bewohnte er zeitweise ein Hausboot. Er lebte zuletzt mit seiner Familie in Oakland (Kalifornien). Durch seine nahezu vollständige Erblindung war er in seinem Schaffen stark eingeschränkt, so dass die Abstände seiner Buchveröffentlichungen immer größer wurden.
Seine SF-Karriere begann 1945 mit seiner Story The World Thinker, welche in Thrilling Wonder Stories erschien.
1950 schrieb er einen Episodenroman mit dem Titel The Dying Earth, welcher sowohl Science-Fiction- als auch Fantasy-Elemente enthält. In der im ersten Band veröffentlichten Kurzgeschichte Mazirian the Magician beschreibt Vance eine Form der Magie, die auf dem Auswendiglernen von Zaubersprüchen basiert, die sich nach der Anwendung jedoch verbraucht. Diese Idee war Vorbild für die Spieleautoren Gary Gygax und Dave Arneson bei der Entwicklung des Magiesystems ihres Rollenspiel-Regelwerks Dungeons & Dragons. Diese Form der Magie wird im Fantasybereich daher auch Vancian Magic oder Vancian Spellcasting genannt.
Seit 1957 schrieb er auch Kriminalromane, meist unter seinem richtigen Namen. 1961 erhielt er für The Man in the Cage den Edgar Allan Poe Award, den Preis der Mystery Writers of America für Kriminalliteratur.
Ab der Mitte der 1960er Jahre wandte er sich von den bisher vorrangigen Kurzgeschichten dem Roman zu. Diese waren oft Teile groß angelegter Serien wie die Tetralogie um Tschai (in Deutschland wurden zunächst nur die ersten drei Romane in Terra Nova veröffentlicht), die Durdane-Trilogie und die Dämonenprinzen-Serie.
Größere Bekanntheit hat er vor allem in Frankreich und den Niederlanden erlangt.

## Stil
Obwohl Vance Science Fiction schrieb, maß er typischen Science-Fiction-Elementen – wie beispielsweise Raumschiffen und Weltraumschlachten – nur wenig Bedeutung zu und konzentrierte sich auf seine Charaktere, insbesondere auf das Böse und Niederträchtige, zu dem Menschen in der Lage sind.

## Rezeption
Dan Simmons sagte über Vance, er sei für ihn „eine Offenbarung, ähnlich wie Proust oder Henry James. Auf einmal bist du mittendrin. Er gewährt dir Blicke auf ganze Welten in einer perfekt abgestimmten Sprache. Wäre er südlich der Grenze geboren worden, hätte man ihn für den Nobelpreis nominiert.“
Michael Chabon meinte: „Jack Vance ist der Ärgerlichste all der Fälle, in denen Autoren nicht die verdiente Ehre erhalten. Wenn The Last Castle oder The Dragon Masters den Namen Italo Calvino trügen, oder einfach nur einen fremden Namen, würde man seine hintergründigen Gedanken erkennen, aber weil er Jack Vance ist und im Amazing Wie-auch-immer-Verlag erscheint, ist dies nicht möglich.“
Neil Gaiman sagte über The Dying Earth: „Ich habe mich in den Stil der Prosa verliebt. Er war elegant, intelligent, jedes Wort wirkte, als wüsste es genau, was es tut.“

## Preise und Auszeichnungen
- 1961: Edgar Allan Poe Award – Kategorie Bester Erstlingsroman für The Man in the Cage
- 1963: Hugo Award mit der Kurzgeschichte The Dragon Masters
- 1966: Nebula Award für die Novelette The Last Castle
- 1967: Hugo Award für die Novelette The Last Castle
- 1975: Jupiter Award für The Seventeen Virgins
- 1977: Seiun Award für The Dragon Masters
- 1980: Prix Mystère de la critique für Méchant garçon (Bad Ronald)
- 1984: World Fantasy Award für sein Lebenswerk
- 1990: World Fantasy Award für den Roman Lyonesse: Madouc
- 1997: SFWA Grand Master Award
- 1997: Forry Award für sein Lebenswerk
- 1998: Prix Utopia für sein Lebenswerk
- 2001: Aufnahme in die Science Fiction Hall of Fame[4]
- 2010: Hugo Award für die Memoiren This Is Me, Jack Vance! (Or, More Properly, This is “I”) in der Kategorie Sachbuch

## Bibliografie deutscher Übersetzungen

### Kurzgeschichten

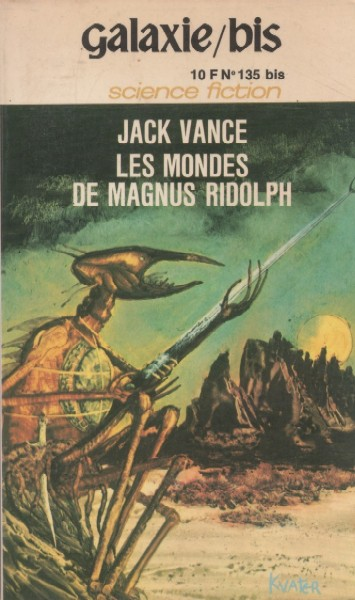
Die französische Ausgabe von Die Welten des Magnus Ridolph. 1975.

- The World-Thinker. 1945 (Der Weltersinner) In: Verlorene Monde (Lost Moons. 1982), München 1986, Heyne 4384 (Ü: Reinhard Heinz)
- The World-Thinker. 1945 (Der Welten-Denker) In: Die Welt der zehn Bücher (The Narrow Land. 1982), Frankfurt 1988, Ullstein 31169 (Ü: Peter Robert)
- Planet of the Black Dust. 1946 (Planet des schwarzen Staubes) In: Der Welten-Denker, Bergneustadt 2016, Irle (Ü: A. Irle)
- Phalid's Fate. 1946 (Phalidisches Schicksal) In: Der Welten-Denker, Bergneustadt 2016, Irle (Ü: A. Irle)
- Dream Castle. 1947 (Traumschloß) In: Verlorene Monde (Lost Moons. 1982), München 1986, Heyne 4384 (Ü: Reinhard Heinz)
- Hard-Luck Diggins. 1948 (Die Unglücks-Bergwerke) In: Magnus Ridolph, Bergneustadt 2008, Irle (Ü: A. Irle)
- Sanatoris Short-Cut. 1948 (Die Sanatoris-Abkürzung) In: Magnus Ridolph, Bergneustadt 2008, Irle (Ü: A. Irle)
- The King of Thieves. 1949 (König der Diebe) In: Die besten S-F-Stories von Jack Vance (The Worlds of Jack Vance. 1973), Rastatt 1979, Moewig HC (Ü: Leni Sobez)
- The Potters of Firsk. 1950 (Die Töpfer von Firsk) In: Verlorene Monde (Lost Moons. 1982), München 1986, Heyne 4384 (Ü: Birgit Reß-Bohusch)
- Chateau D'If. 1950 (Das Schloß der Abenteuer) In: Die Welt der zehn Bücher (The Narrow Land. 1982), Frankfurt 1988, Ullstein 31169 (Ü: Peter Robert)
- Dead Ahead. 1950 (Immer geradeaus) In: Der Welten-Denker, Bergneustadt 2016, Irle (Ü: A. Irle)
- Liane der Wanderer. 1950 (Liane der Wanderer) In: Grüne Magie (Green Magic. 1979), München 1988, Heyne 4478 (Ü: Andreas Brandhorst)
- Crusade to Maxus. 1951 (Kreuzzug nach Maxus) In: Der-Welten-Denker, Bergneustadt 2016, Irle (Ü: A. Irle)
- Winner Lose All. 1951 (Wer siegt, verliert) In: Verlorene Monde (Lost Moons. 1982), München 1986, Heyne 4384 (Ü: Reinhard Heinz)
- The Ten Books. 1951 (Die Welt der zehn Bücher) In: Die Welt der zehn Bücher (The Narrow Land. 1982), Frankfurt 1988, Ullstein 31169 (Ü: Peter Robert)
- The Masquerade on Dicantropus. 1951 (Maskerade auf Dicantropus) In: Die Welt der zehn Bücher (The Narrow Land. 1982), Frankfurt 1988, Ullstein 31169 (Ü: Peter Robert)
- Brain of the Galaxy. 1951 (Das Gehirn der Galaxis) In:

Die besten S-F-Stories von Jack Vance (The Worlds of Jack Vance. 1973), Rastatt 1979, Moewig HC (Ü: Leni Sobez)
Das Gehirn der Galaxis (The Worlds of Jack Vance. 1973), Rastatt 1984, Moewig, Terra Taschenbuch 363-174 (Ü: Leni Sobez)
Das Gehirn der Galaxis (The Worlds of Jack Vance. 1973), Rastatt 1988, Moewig 3840 (Ü: Leni Sobez)
- Crusade to Maxus. 1951 (Kreuzzug nach Maxus) In: Der Welten-Denker, Bergneustadt 2016, Irle (Ü: A. Irle)
- Golden Girl. 1951 (Goldmädchen) In: Baum des Lebens, Bergneustadt 2018, Irle (Ü: A. Irle)
- The God and the Temple Robber. 1951 (Der Tempel von Han) In: Baum des Lebens, Bergneustadt 2018, Irle (Ü: A. Irle)
- The Uninhibited Robot. 1951 (Der ungehemmte Roboter) In: Baum des Lebens, Bergneustadt 2018, Irle (Ü: A. Irle)
- Dover Spargill's Ghastly Floater. 1951 (Dover Spargills große Dummheit) In: Baum des Lebens, Bergneustadt 2018, Irle (Ü: A. Irle)
- Abercrombie Station. 1952 (Raumstation Abercrombie) In: Das Segel im Sonnenwind (The Best Of Jack Vance. 1976), München 1981, Goldmann Science Fiction 23374 (Ü: Tony Westermayr)
- The Kokod Warriors. 1952 (Die Kokod-Krieger) In: Die besten S-F-Stories von Jack Vance (The Worlds of Jack Vance. 1973), Rastatt 1979, Moewig HC (Ü: Leni Sobez)
- The World Between. 1952 (Die Welt dazwischen) In:

Die besten S-F-Stories von Jack Vance (The Worlds of Jack Vance. 1973), Rastatt 1979, Moewig HC (Ü: Leni Sobez)
Das Gehirn der Galaxis (The Worlds of Jack Vance. 1973), Rastatt 1984, Moewig, Terra Taschenbuch 363-174 (Ü: Leni Sobez)
Das Gehirn der Galaxis (The Worlds of Jack Vance. 1973), Rastatt 1988, Moewig 3840 (Ü: Leni Sobez)
- Sabotage on Sulphur Planet. 1952 (Sabotage auf dem Schwefelplaneten) In: Verlorene Monde (Lost Moons. 1982), München 1986, Heyne 4384 (Ü: Reinhard Heinz)
- Seven Exits from Bocz, 1952 (Sieben Ausgänge von Bocz) In: Verlorene Monde (Lost Moons. 1982), München 1986, Heyne 4384 (Ü: Reinhard Heinz)
- Noise. 1952 (Musik der Sphären) In: Musik der Sphären, Bergneustadt 2020, Irle (Ü: Andreas Irle)
- Three-Legged Joe. 1953 (Der dreibeinige Joe) In: Musik der Sphären, Bergneustadt 2020, Irle (Ü: Andreas Irle)
- DP!. 1953 (Flüchtlinge) In: Musik der Sphären, Bergneustadt 2020, Irle (Ü: Andreas Irle)
- The Mitr. 1953 (Mitr) In: Grüne Magie (Green Magic. 1979), München 1988, Heyne 4478 (Ü: Andreas Brandhorst)
- Fourhundred Blackbirds. 1953 (Vierhundert Amseln) In: Verlorene Monde (Lost Moons. 1982), München 1986, Heyne 4384 (Ü: Reinhard Heinz)
- Sjambak. 1953 (Sjambak) In: Musik der Sphären, Bergneustadt 2020, Irle (Ü: Andreas Irle)
- Ausschlussverfahren. 1953 (Shape-Up) In: Die Gabe der Sprache, Gummersbach 2023, Irle (Ü: Andreas Irle)
- Der zerstreute Professor. 1954 (The Abesent Minded Professor) In: Die Gabe der Sprache, Gummersbach 2023, Irle (Ü: Andreas Irle)
- Die Nacht der fünf Monde. 1954 (When the Five Moons Rise) In: Die Gabe der Sprache, Gummersbach 2023, Irle (Ü: Andreas Irle)
- Die verzauberte Prinzessin. 1954 (The Enchanted Princess) In: Die Gabe der Sprache, Gummersbach 2023, Irle (Ü: Andreas Irle)
- Meet Miss Universe. 1955 (Treffen Sie Miss Universum) In: Verlorene Monde (Lost Moons. 1982), München 1986, Heyne 4384 (Ü: Reinhard Heinz)
- The Gift of Gab. 1955 (Die Gabe der Sprache) In: Staub ferner Sonnen (Dust of Far Suns. 1964), München 1985, Heyne 4202 (Ü: Lore Straßl), Illustriert von Hubert Schweizer
- The Devil on Salvations Bluff. 1955 (Der Große Teufel) In:

Die besten S-F-Stories von Jack Vance (The Worlds of Jack Vance. 1973), Rastatt 1979, Moewig HC (Ü: Leni Sobez)
Das Gehirn der Galaxis (The Worlds of Jack Vance. 1973), Rastatt 1984, Moewig, Terra Taschenbuch 363-174 (Ü: Leni Sobez)
Das Gehirn der Galaxis (The Worlds of Jack Vance. 1973), Rastatt 1988, Moewig 3840 (Ü: Leni Sobez)
- The Devil on Salvations Bluff. 1955 (Der Teufel auf der Segensklippe) In: Titan 2. hrsg. von F. Pohl und W. Jeschke, München 1976, Heyne Science Fiction Classics 3507
- Der Phantom-Milchmann. 1956 (The Phantom Milkman) In: Die Gabe der Sprache, Gummersbach 2023, Irle (Ü: Andreas Irle)
- Where Hesperus Falls. 1956 (Wo Hesperos herunterkommt) In: Die Welt der zehn Bücher (The Narrow Land. 1982), Frankfurt 1988, Ullstein 31169 (Ü: Peter Robert)
- The Men Return. 1957 (Die Menschen kehren zurück) In:

Die besten S-F-Stories von Jack Vance (The Worlds of Jack Vance. 1973), Rastatt 1979, Moewig HC (Ü: Leni Sobez)
Das Gehirn der Galaxis (The Worlds of Jack Vance. 1973), Rastatt 1984, Moewig, Terra Taschenbuch 363-174 (Ü: Leni Sobez)
Das Gehirn der Galaxis (The Worlds of Jack Vance. 1973), Rastatt 1988, Moewig 3840 (Ü: Leni Sobez)
Grüne Magie (Green Magic. 1979), München 1988, Heyne 4478 (Ü: Heinz Nagel)
- Leitfaden für Praktiker. 1953 (A Practical Man's Guide) In: Die Gabe der Sprache, Gummersbach 2023, Irle (Ü: Andreas Irle)
- The Miracle Workers. 1958 (Die Wundermacher) In: Grüne Magie (Green Magic. 1979), München 1988, Heyne 4478 (Ü: Andreas Brandhorst)
- Coup de Grace. 1958 (Der Gnadenstoß) In: Die besten S-F-Stories von Jack Vance (The Worlds of Jack Vance. 1973), Rastatt 1979, Moewig HC (Ü: Leni Sobez)
- Ullward's Retreat. 1958 (Ullwards Zuflucht) In: Staub ferner Sonnen (Dust of Far Suns. 1964), München 1985, Heyne 4202 (Ü: Lore Straßl), Illustriert von Hubert Schweizer
- Dodkin's Job. 1959 (Dodkins Job) In: Staub ferner Sonnen (Dust of Far Suns. 1964), München 1985, Heyne 4202 (Ü: Lore Straßl), Illustriert von Hubert Schweizer
- The Moon Moth. 1961 (Die Mondmotte) In:

Die besten S-F-Stories von Jack Vance (The Worlds of Jack Vance. 1973), Rastatt 1979, Moewig HC (Ü: Leni Sobez)
Das Gehirn der Galaxis (The Worlds of Jack Vance. 1973), Rastatt 1984, Moewig, Terra Taschenbuch 363-174 (Ü: Leni Sobez)
Das Gehirn der Galaxis (The Worlds of Jack Vance. 1973), Rastatt 1988, Moewig 3840 (Ü: Leni Sobez)
Grüne Magie (Green Magic. 1979), München 1988, Heyne 4478 (Ü: Heinz Nagel)
Wege zur Science Fiction, Band 8: Von Matheson bis Shaw. hrsg. von James Gunn (The Road to Science Fiction 4. 1982), München 1992, Heyne 06/97 (Ü: Heinz Nagel)
- The Moon Moth. 1961 (In letzter Sekunde) In: Das Segel im Sonnenwind (The Best Of Jack Vance. 1976), München 1981, Goldmann Science Fiction 23374 (Ü: Tony Westermayr)
- Sail 25. 1962 (Minuspunkte) In: Das Segel im Sonnenwind (The Best Of Jack Vance. 1976), München 1981, Goldmann Science Fiction 23374 (Ü: Tony Westermayr)
- Sail 25. 1962 (Raumsegler Fünfundzwanzig) In: Staub ferner Sonnen (Dust of Far Suns. 1964), München 1985, Heyne 4202 (Ü: Lore Straßl), Illustriert von Hubert Schweizer
- Green Magic. 1963 (Grüne Magie) In: Grüne Magie (Green Magic. 1979), München 1988, Heyne 4478 (Ü: Andreas Brandhorst)
- Green Magic. 1963 (Grüne Magier) In: Die Welt der zehn Bücher (The Narrow Land. 1982), Frankfurt 1988, Ullstein 31169 (Ü: Peter Robert)
- The Pilgrims. 1966 (Die Pilger) In: Grüne Magie (Green Magic. 1979), München 1988, Heyne 4478 (Ü: Andreas Brandhorst)
- The Secret. 1966 (Das Geheimnis) In: Grüne Magie (Green Magic. 1979), München 1988, Heyne 4478 (Ü: Andreas Brandhorst)
- The Brains of Earth. 1966 (Die Gehirnparasiten) In: Die besten S-F-Stories von Jack Vance (The Worlds of Jack Vance. 1973), Rastatt 1979, Moewig HC (Ü: Leni Sobez)
- The Last Castle. 1966 (Das letzte Kastell) In: Das Segel im Sonnenwind (The Best Of Jack Vance. 1976), München 1981, Goldmann Science Fiction 23374 (Ü: Tony Westermayr)
- The Last Castle. 1966 (Die letzte Burg) In: Der Tag Million (Nebula Award Stories 2. 1967), München 1971, Lichtenberg Verlag (Ü: ???)
- The Narrow Land. 1967 (Das schmale Land) In: Grüne Magie (Green Magic. 1979), München 1988, Heyne 4478 (Ü: Andreas Brandhorst)
- Die Welt der zehn Bücher (The Narrow Land. 1982), Frankfurt 1988, Ullstein 31169 (Ü: Peter Robert)
- Assault on a City. 1974 (Sturm auf die Stadt) In: Verlorene Monde (Lost Moons. 1982), München 1986, Heyne 4384 (Ü: Reinhard Heinz)

### Romane (Science-Fiction und Fantasy)
- The Dying Earth (1950) – deutsch:
  - Die sterbende Erde. München: Heyne, SF&F 3606 (1978, ISBN 3-453-30970-7) (Ü: Lore Straßl), illustriert von Hubert Schweizer
  - Die sterbende Erde. München: Heyne, SF&F 3977 (1983, ISBN 978-3-453-30970-8) (Ü: Lore Straßl), illustriert von Hubert Schweizer
  - Die sterbende Erde. Bergneustadt: Irle (1995) (Ü: Lore Straßl)
- Five Gold Bands (1950/53) – deutsch:
  - Kosmische Vergeltung. Hamburg: Semrau, Der Weltraumfahrer 4 (1958) (Ü: Kurt Maurin), gekürzt?
  - Raumfahrt Verboten. Rastatt: Pabel, Utopia 253 (1960, DNB 455197628) (Ü: Walter K. Baumann), gekürzt?
  - Das Weltraum-Monopol. Rastatt. Moewig, Terra 410 (1965, DNB 455020515) (Ü: Heinz Zwack), gekürzt?
  - Das Weltraum-Monopol. Rastatt: Moewig, Utopia Classics 39 (1982) (Ü: Jürgen Saupe)
  - Das Weltraummonopol. Bergisch Gladbach: Bastei-Lübbe 24308 (2002, ISBN 3-404-24308-0) (Ü: Edda Petri), Illustriert von Johann Peterka
  - Die fünf goldenen Bänder. Bergneustadt: Irle (2019) (Ü: Andreas Irle)
  - Die fünf goldenen Bänder. Bergneustadt: Spatterlight (2021) (Ü: Andreas Irle), E-Book
- Son of the Tree (1951/64) – deutsch:
  - Baum des Lebens. Rastatt: Moewig, Terra Astra 226 (1975, DNB 1140499289) (Ü: Lore Straßl), gekürzt
  - Der Baum des Lebens. In: Drachenbrut. Bergisch Gladbach: Bastei-Lübbe 24087 (1986, ISBN 978-3-404-24087-6) (Ü: Michael Nagula)
  - Der Baum des Lebens. In: Drachenbrut (Vier Romane). Bergisch Gladbach: Bastei-Lübbe 23212 (1999, ISBN 978-3-404-23212-3) (Ü: Michael Nagula), Illustriert von Johann Peterka
  - Der Baum des Lebens. In: Drachenbrut. Augsburg: Weltbild (2004, ISBN 978-3-8289-7668-9) (Ü: Michael Nagula)
  - Baum des Lebens. In: Baum des Lebens. Bergneustadt 2018, Irle (Ü: A. Irle)
  - Baum des Lebens / Die Häuse von Iszmus. Bergneustadt: Spatterlight (2020) (Ü: Andreas Irle), E-Book
- Telec (1952) – deutsch:
  - Homo Telek. Rastatt: Pabel,  Utopia 512 (1967, DNB 458496073) (Ü: Thomas Schlück)
  - Telek. In: Baum des Lebens. Bergneustadt 2018, Irle (Ü: A. Irle)
- Big Planet (1952/57) – deutsch:
  - Verschwörung im All. Hamburg: Semrau, Abenteuer im Weltraum 12 (1954) (Ü: B. W. Jülkenbeck), gekürzt
  - Planet der Ausgestoßenen. Frankfurt: Ullstein (Ullstein 2000) 3256 (1976, ISBN 978-3-548-03256-6) (Ü: Michael Pross), gekürzt
  - Planet der Ausgestoßenen. Frankfurt: Ullstein 31117 (1986, ISBN 978-3-548-31117-3) (Ü: Michael Pross), gekürzt
  - Planet der Ausgestoßenen. München: Goldmann 25041 (1997, ISBN 978-3-442-25041-7) (Ü: Michael Pross), gekürzt
  - Großplanet. Bergneustadt: Irle (2005, ISBN 3-936922-04-7) (Ü: Andreas Irle)
  - Großplanet. Bergneustadt: Spatterlight (2019) (Ü: Andreas Irle), E-Book
- Monsters in Orbit, auch: Abercrombie Station (1952/65) – deutsch:
  - Jean – eine von acht. Bergisch Gladbach: Bastei-Lübbe 23019 (1983, ISBN 3-404-23019-1) (Ü: Hans Wolf Sommer)
  - Station Abercrombie / Chollwellʼs Hühner. In: Musik der Sphären. Bergneustadt 2020, Irle (Ü: Andreas Irle)
- Slaves of the Klau, auch: Gold and Iron (1952/58) – deutsch:
  - Magarak, Planet der Hölle. Balve: Widukind HC (1960, DNB 455204780) (Ü: Walter Ernsting), gekürzt
  - Magarak, Planet der Hölle. Rastatt: Moewig, Terra 173 (1961, DNB 455018030) (Ü: Walter Ernsting), gekürzt
  - Sklaven der Klau. Bergneustadt: Irle (2004, ISBN 3-936922-02-0) (Ü: Andreas Irle)
  - Sklaven der Klau. Bergneustadt: Spatterlight (2018) (Ü: Andreas Irle), E-Book
- Vandals of the Void (1953) – deutsch:
  - Freibeuter des Alls. Bergisch Gladbach: Bastei-Lübbe 21173 (1984, ISBN 3-404-23250-X) (Ü: M. W. Anders)
  - Freibeuter des Alls. Bergisch Gladbach: Bastei-Lübbe 23250 (2002, ISBN 978-3-404-23250-5) (Ü: M. W. Anders), Illustriert von Johann Peterka
  - Vandalen des Weltraums. Bergneustadt: Irle (2018) (Ü: Andreas Irle)
  - Vandalen des Weltraums. Bergneustadt: Spatterlight (2021) (Ü: Andreas Irle), E-Book
- The Houses of Iszm (1954/64) – deutsch:
  - Die lebenden Häuser. Rastatt: Moewig, Terra Astra 283 (1977, DNB 1140504118) (Ü: Lore Straßl), gekürzt
  - Die Häuser von Iszm. In: Drachenbrut. Bergisch Gladbach: Bastei-Lübbe 24087 (1986, ISBN 978-3-404-24087-6) (Ü: Brigitte Beyer)
  - Die Häuser von Iszm. In: Drachenbrut (Vier Romane). Bergisch Gladbach: Bastei-Lübbe 23212 (1999, ISBN 978-3-404-23212-3) (Ü: Brigitte Beyer), Illustriert von Johann Peterka
  - Die Häuser von Iszm. In: Drachenbrut. Augsburg: Weltbild (2004, ISBN 978-3-8289-7668-9) (Ü: Brigitte Beyer)
  - Baum des Lebens / Die Häuse von Iszmus. Bergneustadt: Spatterlight (2020) (Ü: Andreas Irle), E-Book
  - Die Häuser von Iszmus. In: Die Gabe der Sprache. Gummersbach 2023, Irle (Ü: Andreas Irle)
- To Live Forever (1956) – deutsch:
  - Start ins Unendliche. Hamburg: Semrau, Abenteuer im Weltraum 18 (1959) (Ü: Bodo Wiethoff), gekürzt
  - Start ins Unendliche. München: Heyne SF&F 3111 (1968, DNB 458499773) (Ü: Wulf H. Bergner), gekürzt.
  - Kaste der Unsterblichen. Rastatt: Moewig 3609 (1983, ISBN 3-8118-3609-9) (Ü: Andreas Brandhorst).
  - Clarges. Bergneustadt: Irle (2013) (Ü: Andreas Irle)
  - Clarges. Bergneustadt: Spatterlight (2017) (Ü: Andreas Irle), E-Book
- The Languages of Pao (1957/58) – deutsch:
  - Der neue Geist von Pao. Rastatt: Pabel, Terra Taschenbuch 282 (1976, DNB 770114490) (Ü: Lore Straßl), gekürzt
  - Die Kriegssprachen von Pao. Bergisch Gladbach: Bastei-Lübbe 21184 (1985, ISBN 978-3-404-21184-5) (Ü: Bernd Müller)
  - Die Kriegssprachen von Pao. In: Kriegssprachen. Bergisch Gladbach: Bastei-Lübbe 23244 (2002, ISBN 3-404-23244-5) (Ü: Bernd Müller)
  - Die neuen Sprachen von Pao. Bergneustadt: Irle (2014) (Ü: Andreas Irle)
  - Die neuen Sprachen von Pao. Bergneustadt: Spatterlight (2017) (Ü: Andreas Irle), E-Book
- The Dragon Masters (1962/63) – deutsch:
  - Die Drachenreiter. Rastatt: Moewig, Terra Astra 259 (1976, DNB 1140501887) (Ü: Lore Straßl), gekürzt
  - Die Drachenreiter. In: Drachenbrut. Bergisch Gladbach: Bastei-Lübbe 24087 (1986, ISBN 978-3-8289-7668-9) (Ü: Leo P. Kreysfeld)
  - Die Drachenreiter. In: Drachenbrut (Vier Romane). Bergisch Gladbach: Bastei-Lübbe 23212 (1999, ISBN 978-3-404-23212-3) (Ü: Leo P. Kreysfeld), Illustriert von Johann Peterka
  - Die Drachenreiter. In: Drachenbrut. Augsburg: Weltbild (2004, ISBN 978-3-8289-7668-9) (Ü: Leo P. Kreysfeld)
- The Star King (1964) [Dämonenprinzen-Zyklus Bd. 1] – deutsch:
  - Jäger im Weltall. München: Heyne, SF&F 3139 (1969, 1978, 1983, ISBN 3-453-30536-1) (Ü: Walter Brumm), gekürzt
  - Der Sternenkönig. Bergneustadt: Irle (2000) (Ü: Andreas Irle)
  - Der Sternenkönig. Bergneustadt: Spatterlight (2021) (Ü: Andreas Irle), E-Book
- The Killing Machine (1964) [Dämonenprinzen-Zyklus Bd. 2] – deutsch:
  - Die Mordmaschine. München: Heyne, SF&F 3141 (1969, 1979, 1983, ISBN 3-9804569-8-6) (Ü: Walter Brumm), gekürzt
  - Die Mordmaschine. Bergneustadt: Irle (1983) (Ü: Andreas Irle)
  - Die Mordmaschine. Bergneustadt: Spatterlight (2021) (Ü: Andreas Irle), E-Book
- Space Opera (1965) – deutsch:
  - Die Weltraumoper. München: Moewig, Terra 441 (1966, DNB 458317896) (Ü: Heinz F. Kliem), gekürzt?
  - Weltraum-Oper. Bergisch Gladbach: Bastei-Lübbe 21159 (1982, ISBN 3-404-21159-6) (Ü: Waltraud Götting)
  - Weltraumoper. Bergneustadt: Irle (2017) (Ü: Andreas Irle)
  - Weltraumoper. Bergneustadt: Spatterlight (2020) (Ü: Andreas Irle), E-Book
- The Many Worlds of Magnus Ridolph (1966) – deutsch:
  - Kaleidoskop der Welten. München: Moewig, Terra, 504 (1967, DNB 458318582) (Ü: Birgit Bohusch), gekürzt
  - Die Kokod-Krieger. Rastatt: Moewig, Terra 600 (1984) (Ü: N. N.), gekürzt
  - Die Welten des Magnus Ridolph. München: Heyne, SF&F 4053 (1984, ISBN 3-453-30996-0) (Ü: Lore Straßl), Illustriert von Hubert Schweizer
  - Magnus Ridolph. Bergneustadt: Irle (2009) (Ü: Andreas Irle)
  - Magnus Ridolph. Bergneustadt: Spatterlight (2016) (Ü: Andreas Irle), E-Book
- The Eyes of the Overworld (1966) – deutsch:
  - Das Auge der Überwelt. Rastatt: Pabel, Terra Taschenbuch 277 (1976, DNB 770000142) (Ü: Walter Brumm), gekürzt
  - Die Augen der Überwelt. München: Knaur 5835 (1986, ISBN 3-426-05835-9) (Ü: Lore Straßl)
  - Der Lachende Magier. Bergneustadt: Irle (1997) (Ü: Lore Straßl)
- The Last Castle (1966) – deutsch:
  - Die letzte Festung. in Science Fiction Jahresband 1981. München: Heyne, SF&F 3790 (1981, ISBN 3-453-30692-9) (Ü: Hans Maeter)
  - Die letzte Festung. In: Drachenbrut. Bergisch Gladbach: Bastei-Lübbe 24087 (1986, ISBN 978-3-404-24087-6) (Ü: Andrea Kamphuis)
  - Die letzte Festung. In: Drachenbrut (Vier Romane). Bergisch Gladbach: Bastei-Lübbe 23212 (1999, ISBN 978-3-404-23212-3) (Ü: Andrea Kamphuis), Illustriert von Johann Peterka
  - Die letzte Festung. In: Drachenbrut. Augsburg: Weltbild (2004, ISBN 978-3-8289-7668-9) (Ü: Andrea Kamphuis)
- Nopalgarth (1966) – deutsch:
  - Krieg der Gehirne. Bergisch Gladbach: Bastei-Lübbe 21180 (1984, ISBN 978-3-404-21180-7) (Ü: C. T. Bauer)
  - Krieg der Gehirne. In: Kriegssprachen. Bergisch Gladbach: Bastei-Lübbe 23244 (2002, ISBN 978-340-423244-4) (Ü: C. T. Bauer)

- The Blue World (1966) – deutsch:
  - König der Wasserwelt. München: Moewig, Terra 508 (1967, DNB 458318620) (Ü: Birgit Bohusch), gekürzt
  - Der azurne Planet. München: Moewig SF 3509 (1981, ISBN 978-3-8118-3509-2) (Ü: Ronald M. Hahn)
  - Die blaue Welt. Bergisch Gladbach: Bastei-Lübbe 23209 (1999, 3-404-23209-7) (Ü: Ronald M. Hahn), Illustriert von Johann Peterka
  - Der azurne Planet. Bergneustadt: Irle (2016) (Ü: Andreas Irle)
  - Der azurne Planet. Bergneustadt: Spatterlight (2017) (Ü: Andreas Irle), E-Book
  - Der azurne Planet. Bergneustadt: Spatterlight (2020) (Ü: Andreas Irle), Band 30 der Jack-Vance-Werkausgabe
- The Palace of Love (1967) [Dämonenprinzen-Zyklus Bd. 3] – deutsch:
  - Der Dämonenprinz. München: Heyne, SF&F 3143 (1969, 1979, 1983, ISBN 3-453-30602-3) (Ü: Walter Brumm), gekürzt
  - Der Palast der Liebe. Bergneustadt: Irle (2002) (Ü: Andreas Irle)
  - Der Palast der Liebe. Bergneustadt: Spatterlight (2022) (Ü: Andreas Irle), E-Book
- City of the Chasch (1968) [Tschai-Zyklus Bd. 1] – deutsch:
  - Planet der gelben Sonne. München: Moewig, Terra Nova 130 (1969, DNB 458321427) (Ü: Leni Sobez), gekürzt
  - Die Stadt der Khasch. Frankfurt: Ullstein 3357 (1977, ISBN 978-3-548-03357-0) (Ü: Leni Sobez)
  - Die Stadt der Khasch. In: Planet der Abenteuer. Frankfurt: Ullstein 31112 (1985, ISBN 978-3-548-31112-8) (Ü: Leni Sobez)
  - Die Stadt der Khasch. In: Planet der Abenteuer (Vier Romane). Bergisch Gladbach: Bastei-Lübbe 23224 (2000, ISBN 978-3-404-23224-6) (Ü: Leni Sobez), Illustriert von Johann Peterka
  - Die Khasch. Bergneustadt: Irle (2012) (Ü: Andreas Irle)
  - Die Khasch. Bergneustadt: Spatterlight (2017) (Ü: Andreas Irle), E-Book
- Servants of the Wankh (1969) [Tschai-Zyklus Bd. 2] – deutsch:
  - Die Abenteurer von Tschai. München: Moewig, Terra Nova 134 (1969, DNB 458321478) (Ü: Leni Sobez), gekürzt
  - Gestrandet auf Tschai. Frankfurt: Ullstein 3467 (1978, ISBN 3-548-03467-5) (Ü: Leni Sobez)
  - Gestrandet auf Tschai. In: Planet der Abenteuer. Frankfurt: Ullstein 31112 (1985, ISBN 978-3-548-31112-8) (Ü: Leni Sobez)
  - Gestrandet auf Tschai. In: Planet der Abenteuer (Vier Romane). Bergisch Gladbach: Bastei-Lübbe 23224 (2000, ISBN , ISBN 978-3-404-23224-6) (Ü: Leni Sobez), Illustriert von Johann Peterka
  - Die Wannek. Bergneustadt: Irle (2012) (Ü: Andreas Irle)
  - Die Wannek. Bergneustadt: Spatterlight (2017) (Ü: Andreas Irle), E-Book
- The Dirdir (1969) [Tschai-Zyklus Bd. 3] – deutsch:
  - Im Reich der Dirdir. München: Moewig, Terra Nova 138 (1969, DNB 458321516) (Ü: Leni Sobez), gekürzt
  - Im Reich der Dirdir. Frankfurt: Ullstein (Ullstein 2000  31020) (1980, ISBN 3-548-31020-6) (Ü: Gudrun Faltermeier)
  - Im Reich der Dirdir. In: Planet der Abenteuer. Frankfurt: Ullstein 31112 (1985, ISBN 978-3-548-31020-6) (Ü: Gudrun Faltermeier)
  - Im Reich der Dirdir. In: Planet der Abenteuer (Vier Romane). Bergisch Gladbach: Bastei-Lübbe 23224 (2000, ISBN 978-3-404-23224-6) (Ü: Gudrun Faltermeier), Illustriert von Johann Peterka
  - Die Dirdir. Bergneustadt: Irle (2012) (Ü: Andreas Irle)
  - Die Dirdir. Bergneustadt: Spatterlight (2017) (Ü: Andreas Irle), E-Book
- Emphyrio (1969) – deutsch:
  - Emphyrio. München: Heyne SF&F 3261 (1971, 1982, ISBN 978-3-453-30797-1) (Ü: Birgit Reß-Bohusch), gekürzt
  - Emphyrio. Bergisch Gladbach: Bastei-Lübbe 24282 (2001, ISBN 3-404-24282-3) (Ü: Rainer Schumacher), Illustriert von Johann Peterka
  - Emphyrio. Augsburg: Weltbild (2004) (Ü: Rainer Schumacher, ISBN 978-3-8289-7668-9), Illustriert von Johann Peterka
  - Emphyrio. Bergneustadt: Irle (2011) (Ü: Andreas Irle)
  - Emphyrio. Bergneustadt: Spatterlight (2016) (Ü: Andreas Irle), E-Book
- The Pnume (1970) [Tschai-Zyklus Bd. 4] – deutsch:
  - Im Bann der Pnume. Frankfurt: Ullstein SF 31024 (1981, ISBN 3-548-31024-9) (Ü: Gudrun Faltermeier)
  - Im Bann der Pnume. In: Planet der Abenteuer. Frankfurt: Ullstein 31112 (1985, ISBN 978-3-548-31112-8) (Ü: Gudrun Faltermeier)
  - Im Bann der Pnume. In: Planet der Abenteuer (Vier Romane). Bergisch Gladbach: Bastei-Lübbe 23224 (2000, ISBN 978-3-404-23224-6) (Ü: Gudrun Faltermeier), Illustriert von Johann Peterka
  - Die Pnume. Bergneustadt: Irle (2013) (Ü: Andreas Irle)
  - Die Pnume. Bergneustadt: Spatterlight (2017) (Ü: Andreas Irle), E-Book
- The Faceless Man, auch: The Anome (1971/73) [Durdane-Zyklus Bd. 1] – deutsch:
  - Der Mann ohne Gesicht. München: Heyne, SF&F 3448 (1975, 1980, ISBN 3-453-12820-6) (Ü: Thomas Schlück)
  - Der Mann ohne Gesicht. In: Durdane. München: Heyne 4361 (1986, ISBN 978-3-453-31369-9) (Ü: Thomas Schlück)
  - Der Mann ohne Gesicht. München: Heyne, SF&F 7023 (1997) (Ü: Thomas Schlück)
  - Der Mann ohne Gesicht. In: Durdane (Drei Romane). Bergisch Gladbach: Bastei-Lübbe 23219 (1999, ISBN 978-3-404-23219-2) (Ü: Thomas Schlück), Illustriert von Johann Peterka
  - Der Anome. Bergneustadt: Irle (2014) (Ü: Andreas Irle)
  - Der Anome. Bergneustadt: Spatterlight (2018) (Ü: Andreas Irle), E-Book
- The Brave Free Men (1972/73) [Durdane-Zyklus Bd. 2] – deutsch:
  - Der Kampf um Durdane. München: Heyne, SF&F 3463 (1975, 1980, ISBN 3-453-30330-X) (Ü: Thomas Schlück)
  - Der Kampf um Durdane. In: Durdane. München: Heyne 4361 (1986, ISBN 978-3-453-31369-9) (Ü: Thomas Schlück)
  - Der Kampf um Durdane. In: Durdane (Drei Romane). Bergisch Gladbach: Bastei-Lübbe 23219 (1999, ISBN 978-3-404-23219-2) (Ü: Thomas Schlück), Illustriert von Johann Peterka
  - Die Roguskhoi. Bergneustadt: Irle (2015) (Ü: Andreas Irle)
  - Die Roguskhoi. Bergneustadt: Spatterlight (2018) (Ü: Andreas Irle), E-Book
- The Asutra (1973/74) [Durdane-Zyklus Bd. 3] – deutsch:
  - Die Asutra. München: Heyne, SF&F 3480 (1976, 1980, ISBN 3-453-30366-0) (Ü: Thomas Schlück)
  - Die Asutra In: Durdane. München: Heyne, SF&F 4361 (1986, ISBN 978-3-453-31369-9) (Ü: Thomas Schlück)
  - Die Asutra In: Durdane (Drei Romane). Bergisch Gladbach: Bastei-Lübbe 23219 (1999, ISBN 978-3-404-23219-2) (Ü: Thomas Schlück), Illustriert von Johann Peterka
  - Die Asutra. Bergneustadt: Irle (2015) (Ü: Andreas Irle)
  - Die Asutra. Bergneustadt: Spatterlight (2018) (Ü: Andreas Irle), E-Book
- Morreion (1973) – deutsch:
  - Morreion. (1973) (Ü: Lore Straßl),
  - Morreion. Bellheim: Edition Phantasia (1993, ISBN 3-924959-29-3) (Ü: Lore Straßl)
- Trullion: Alastor 2262 (1973) – deutsch:
  - Trullion: Alastor 2262. München: Heyne, SF&F 3563 (1977, ISBN 3-453-30457-8) (Ü: Yoma Cap)
  - Trullion: Alastor 2262 In: Alastor. München: Heyne, SF&F 4415 (1987, ISBN 978-3-453-00430-6) (Ü: Yoma Cap)
  - Trullion: Alastor 2262. Bergneustadt: Irle (2007) (Ü: Andreas Irle)
  - Trullion: Alastor 2262. Bergneustadt: Spatterlight (2019) (Ü: Andreas Irle), E-Book
- The Gray Prince (1974) – deutsch:
  - Der Graue Prinz. München: Heyne, SF&F 3652 (1979, ISBN 978-3-453-30565-6) (Ü: Lore Strassl), Illustriert von Janos Fischer
  - Die Domänen von Koryphon. Bergneustadt: Irle (1998, ISBN 3-9804569-4-3) (Ü: Lore Straßl), Illustriert von Kerstin Hirte
- Marune: Alastor 933 (1975) – deutsch:
  - Marune: Alastor 933. München: Heyne, SF&F 3580 (1978, ISBN 3-453-30475-6) (Ü: Yoma Cap)
  - Marune: Alastor 933 In: Alastor. München: Heyne, SF&F 4415 (1987, ISBN 978-3-453-00430-6) (Ü: Yoma Cap)
  - Marune: Alastor 933. Bergneustadt: Irle (2007) (Ü: Andreas Irle)
  - Marune: Alastor 933. Bergneustadt: Spatterlight (2020) (Ü: Andreas Irle), E-Book
- Showboat World (1975) – deutsch:
  - Showboot-Welt. München: Heyne, SF&F 3724 (1980, ISBN 978-3-453-30628-8) (Ü: Lore Straßl), Illustriert von Klaus D. Schiemann
  - Showboot-Welt. Bergneustadt: Irle (2006, ISBN 3-936922-05-5) (Ü: Andreas Irle)
  - Showboot-Welt. Bergneustadt: Spatterlight (2019) (Ü: Andreas Irle), E-Book
- Maske: Thaery (1976) – deutsch:
  - Maske: Thaery. München: Heyne, SF&F 3742 (1980, ISBN 3-453-30645-7) (Ü: Lore Straßl), Illustriert von Hubert Schweizer
  - Maske: Thaery In: Wolfgang Jeschke (Hrsg.): Weltern der Zukunft #11. München: Heyne, 1011 (1986, ISBN 978-3-453-31280-7) (Ü: Lore Straßl)
  - Maske: Thaery. Bergneustadt: Irle (2010) (Ü: Andreas Irle)
  - Maske: Thaery. Bergneustadt: Spatterlight (2018) (Ü: Andreas Irle), E-Book
- Wyst: Alastor 1716 (1978) – deutsch:
  - Wyst: Alastor 1716. München: Heyne, SF&F 3816 (1981, ISBN 3-453-30718-6) (Ü: Lore Straßl), Illustriert von Hubert Schweizer
  - Wyst: Alastor 1716 In: Alastor. München: Heyne, SF&F 4415 (1987, ISBN 978-3-453-00430-6) (Ü: Lore Straßl)
  - Wyst: Alastor 1716. Bergneustadt: Irle (2008) (Ü: Andreas Irle)
  - Wyst: Alastor 1716. Bergneustadt: Spatterlight (2019) (Ü: Andreas Irle), E-Book
- The Face (1979) [Dämonenprinzen-Zyklus Bd. 4] – deutsch:
  - Das Gesicht. München: Heyne, SF&F 4013 (1983, ISBN 3-936922-00-4) (Ü: Lore Straßl), Illustriert von Hubert Schweizer
  - Das Gesicht. Bergneustadt: Irle (2003) (Ü: Andreas Irle)
  - Das Gesicht. Bergneustadt: Spatterlight (2022) (Ü: Andreas Irle), E-Book
- Galactic Effectuator (1980) – deutsch:
  - Der galaktische Spürhund. München: Knaur 5760 (1983, ISBN 978-3-426-05760-5) (Ü: Joachim Pente)
  - Der galaktische Spürhund. Bergisch Gladbach: Bastei-Lübbe 23237 (2001, ISBN 3-404-23237-2) (Ü: Eva Bauche-Eppers), Illustriert von Johann Peterka
  - Der galaktische Spürhund. Augsburg: Weltbild (2004, ISBN 978-3-8289-7668-9) (Ü: Eva Bauche-Eppers), Illustriert von Johann Peterka
  - Miro Hetzel. Bergneustadt: Irle (2020) (Ü: Andreas Irle)
  - Miro Hetzel. Bergneustadt: Spatterlight (2021) (Ü: Andreas Irle), E-Book
- The Book of Dreams (1981) [Dämonenprinzen-Zyklus Bd. 5] – deutsch:
  - Das Buch der Träume. München: Heyne, SF&F 4014 (1983, ISBN 3-453-30953-7) (Ü: Lore Straßl), Illustriert von Hubert Schweizer
  - Das Buch der Träume. Bergneustadt: Irle (2003) (Ü: Andreas Irle)
  - Das Buch der Träume. Bergneustadt: Spatterlight (2022) (Ü: Andreas Irle), E-Book
- Lyonesse: Suldrunʼs Garden (1983) [Lyonesse-Zyklus Bd. 1] – deutsch:
  - Herrscher von Lyonesse. München: Knaur 5832 (1985, ISBN 978-3-426-05832-9) (Ü: Joachim Pente)
  - Herrscher von Lyonesse. München: Heyne, SF&F 4471 (1993, ISBN 978-3-453-00996-7) (Ü: Joachim Pente)
  - Herrscher von Lyonesse / Die grüne Perle. Erftstadt: Area (2006) ISBN 3-89996-397-0.
- Cugelʼs Saga (1983) – deutsch:
  - Cugel der Schlaue. München: Knaur 5808 (1987, ISBN 3-426-05808-1) (Ü: Lore Straßl)
  - Cugel der Schlaue. Bergneustadt: Irle (1999) (Ü: Lore Straßl)
  - Cugel der Schlaue In: Cugels Irrfahrten. Erkrath: Fantasy Productions 61003 (2006, ISBN 3-89064-462-7) (Ü: Lore Straßl)
- Rhialto the Marvellous (1984) – deutsch:
  - Rhialto der Wunderbare. Bergneustadt: Irle (1996, ISBN 3-9804569-1-9) (Ü: Andreas Irle)
- Light from a Lone Star (1985) – deutsch:
  - (noch nicht erschienen?)
- Lyonesse: The Green Pearl (1985) [Lyonesse-Zyklus Bd.&;2] – deutsch:
  - Die grüne Perle. München: Heyne, SF&F 4591 (1990, 1993, ISBN 978-3-453-03458-7) (Ü: Joachim Pente)
  - Herrscher von Lyonesse / Die grüne Perle. Bergneustadt: Area (2006) ISBN 3-89996-397-0.
- The Augmented Agent (1986) – deutsch:
  - (noch nicht erschienen ?)
- Araminta Station (1987) [Cadwal-Chroniken Bd. 1] – deutsch:
  - Station Araminta. München: Heyne, SF&F 5300 (1995, ISBN 3-453-08329-6) (Ü: Joachim Pente)
  - Araminta-Station. Gummersbach: Irle (2022) (Ü: Andreas Irle)
- Lyonesse: Madouc (1989) [Lyonesse-Zyklus Bd. 3] – deutsch:
  - Madouc. München: Heyne, SF&F 5021 (1993, ISBN 978-3-453-06578-9) (Ü: Joachim Pente)
- Ecce and Old Earth (1991) [Cadwal-Chroniken Bd. 2] – deutsch:
  - Ecce und die Alte Erde. München: Heyne, SF&F 5301 (1995, ISBN 3-453-07987-6) (Ü: Joachim Pente)
  - Ecce und die Alte Erde. Gummersbach: Irle (2024, ISBN 978-3-936922-38-7) (Ü: Andreas Irle)
- Throy (1992) [Cadwal-Chroniken Bd. 3] – deutsch:
  - Throy. München: Heyne, SF&F 5302 (1995, ISBN 3-453-07988-4) (Ü: Joachim Pente)
- Night Lamp (1996) – deutsch:
  - Nachtlicht. Bergneustadt: Irle (1996) (Ü: Andreas Irle), Illustriert von Kerstin Hirte
  - Nachtlicht. München: Heyne, SF&F 6344 (2000, ISBN 3-453-16193-9) (Ü: Andreas Irle & Rainer Michael Rahn)
  - Nachtlicht. Bergneustadt: Spatterlight (2019) (Ü: Andreas Irle), E-Book
- Ports of Call (1998) [Chroniken von Myrons Reisen Bd. 1] – deutsch:
  - Kaleidoskop der Welten. Bergneustadt: Irle (1999) (Ü: Andreas Irle)
  - Jenseits der Leere. Bergisch Gladbach: Bastei-Lübbe 23268 (2003, ISBN 3-404-23268-2) (Ü: Rainer Schumacher)
  - Kaleidoskop der Welten. Bergneustadt: Spatterlight (2020) (Ü: Andreas Irle), E-Book
- Lurulu (2004) [Chroniken von Myrons Reisen Bd. 2] – deutsch:
  - Lurulu. Bergneustadt: Irle (2004) (Ü: Andreas Irle)
  - Myrons Reisen. Bergisch Gladbach: Bastei-Lübbe 23291 (2006, ISBN 3-404-23291-7) (Ü: Armin Patzke)
  - Lurulu. Bergneustadt: Spatterlight (2020) (Ü: Andreas Irle), E-Book
- Dying Earth 1. Cugels Irrfahrten (The Eyes of the Overworld, 1966 / Cugel's Saga, 1983), Fantasy Productions (März 2006)

### Kriminalromane
Erschienen unter seinem bürgerlichen Namen John Holbrook Vance:
- The Man in the Cage (1960) – deutsch:
  - Der Mann im Käfig. München: Goldmann K 349 (HC) (1963) (Ü: Gerhard und Alexandra Baumrucker)
  - Der Mann im Käfig. München: Goldmann 1207 (1963) (Ü: Gerhard und Alexandra Baumrucker)
- The Fox Valley Murders (1966) – deutsch:
  - Das tödliche Tal. Reinbek: Rowohlt 2157 (1968) (Ü: Hella von Spies)
- The Pleasant Grove Murders (1967) – deutsch:
  - Die feinen Leute von Pleasant Grove. Reinbek: Rowohlt 2181 (1969) (Ü: Brigitte Fock)
- The Deadly Isles (1969) – deutsch:
  - Die tödlichen Inseln. München: Goldmann K 786 (HC) (1971) (Ü: Fried Holm)
  - Die tödlichen Inseln. München: Goldmann 4069 (1971) (Ü: Fried Holm)
  - Die tödlichen Inseln. München: Goldmann 4969 (1984) (Ü: Fried Holm)

Erschienen unter dem Pseudonym Alan Wade:
- Isle of Peril. 1957.
  - deutsch: Wölfe im Paradies. Übersetzt von Georg Collier. Walter Lehning Verlag, Hannover 1959. (Panther-Bücher 144)

Erschienen unter dem Pseudonym Ellery Queen:
- The Four Johns (1964) – deutsch:
  - Die vier Johns. München: Heyne 1145 (1964) (Ü: Walter Brumm)
  - Die vier Johns. Frankfurt: Ullstein 1941 (1978) (Ü: Walter Brumm)
- A Room to Die in (1965) – deutsch:
  - Mit drei Beinen im Grab. Klagenfurt: Kaiser 073 (1965) (Ü: Irmgard Kühne)
  - Mit drei Beinen im Grab. Frankfurt: Ullstein 1150 (1967) (Ü: Irmgard Kühne)
  - Mit drei Beinen im Grab. München: Scherz 731 (1979) (Ü: Irmgard Kühne)
  - Mit drei Beinen im Grab. München: Scherz 1647 (1982) (Ü: Irmgard Kühne)
- The Madman Theory (1966) – deutsch:
  - Einer fällt aus. Frankfurt: Ullstein 1162 (1968) (Ü: Gitta Bauer)
  - Einer fällt aus. Frankfurt: Ullstein 10089 (1981) (Ü: Gitta Bauer)

### Autobiografie
- This is Me, Jack Vance! (Or, More Properly, This is »I«) (2009) – deutsch:
  - Gestatten, Jack Vance!. Bergneustadt: Irle (2010) (Ü: A. Irle), mit vielen Fotos
  - Gestatten, Jack Vance!. Bergneustadt: Spatterlight (2019) (Ü: Andreas Irle), E-Book, mit vielen Fotos
  - Gestatten, Jack Vance!. Bergneustadt: Spatterlight (2020) (Ü: Andreas Irle), mit vielen Fotos, Band 62 der Jack-Vance-Werkausgabe